# ناحية ميسلون
ناحية ميسلون هي ناحية تابعة لقضاء الفجر شمال محافظة ذي قار يحدها من جهتي الشمال والشرق مركز قضاء الفجر، ومن جهة الجنوب مركز قضاء قلعة سكر، ومن جهة الغرب محافظة الديوانية تكونت الناحية من مقاطعات الحسيني، والحمرية، والزبيدية، والرملة.  في عام 2019، صوت مجلس محافظة ذي قار على تحويل قرية ميسلون إلى ناحية إدارية، وذلك ضمن خطة لتوسيع الوحدات الإدارية وتحسين الخدمات في المناطق ذات الكثافة السكانية العالية، ولاحقًا، أعلنت الحكومة المحلية عن شمول ناحية ميسلون بتسعة مشاريع خدمية ضمن خطة مشاريع صندوق الإعمار لعام 2021 وتنمية الأقاليم لعام 2022، بما في ذلك إنشاء بنايات إدارية، ومراكز الشرطة. ومدارس، وقاعات امتحانات، وساحات رياضية، بالإضافة إلى مشاريع لشبكات المجاري ومياه الشرب.
سُميت بهذا الاسم نسبة للمعركة التي وقعت التي في سوريا عام 1920، والتي أصبحت رمزا المقاومة الوطنية. معظم أهلها من العشائر، مثل بنو ركاب والناصرة وآل عايد وبني فراس وخفاجة.